# Йилмаз Вурал
Йилмаз Вурал (тур. Yılmaz Vural, нар. 1 січня 1953, Адапазари) — турецький футболіст, що грав на позиції півзахисника. По завершенні ігрової кар'єри — тренер, який очолював команди більш ніж двадцять турецьких клубів.
З листопада 2018 року очолює тренерський штаб команди «Адана Демірспор».

## Ігрова кар'єра
У дорослому футболі дебютував 1974 року виступами за команду клубу «Сівасспор», в якій провів один сезон. Потім два роки грав за  «Текірдагспор», після чого по одному сезону провів у «Хасеттепе» і «Анкара Демірспорі», в якому й завершив професійну кар'єру футболіста у 1979 році.

## Кар'єра тренера
Не досягнувши успіхів як гравець, вирішив присвятити себе тренерській роботі і у 33-річному віці увійшовши до тренерського штабу клубу «Малатьяспор», де пропрацював з 1986 по 1988 рік. Протягом наступних чотирьох років встиг пропрацювати у декількох турецьких командах як помічник головного тренера, а 1991 року обійняв аналогічну позицію в «Бурсаспорі». Вже за рік, у 1992, розпочав самостійну тренерську роботу як головний тренер цієї команди з Бурси.
Протягом наступних 25 років встиг попрацювати у більш ніж 20 турецьких командах, здебільшого друголігових. Рідко коли проводив на чолі команди хоча б один повний сезон, проте й без роботи надовго не залишався, швидко знаходячи нове місце роботи після чергового звільнення.
Найтривалішою була співпраця тренера з клубом «Антальяспор», командою якого Вурал керував повних два сезони протягом 2005–2007 років. А найкоротшим був його другий прихід на тренерський місток «Генчлербірлігі» — прийшовши на посаду головного тренера команди 24 грудня 2015 року, провів одну гру, що  завершилася поразкою 0:2 від «Ескішехірспора», і був звільнений через шість днів після призначення.
14 листопада 2018 року очолив тренерський штаб команди «Адана Демірспор».

### Тренерська статистика
Станом на 18 травня 2018 року
| «Бурсаспор»        | Туреччина | 26 серпня 1992    | 31 травня 1993    | 31  | 12  | 6   | 13  | 38,71 |
| «Газіантепспор»    | Туреччина | 13 жовтня 1993    | 31 травня 1994    | 24  | 8   | 4   | 12  | 33,33 |
| «Ескішехірспор»    | Туреччина | 23 травня 1995    | 14 грудня 1995    | 21  | 9   | 1   | 11  | 42,86 |
| «Сариєр»           | Туреччина | 1 березня 1996    | 3 лютого 1997     | 33  | 15  | 8   | 10  | 45,45 |
| «Трабзонспор»      | Туреччина | 3 лютого 1997     | 9 жовтня 1997     | 30  | 18  | 6   | 6   | 60,00 |
| «Генчлербірлігі»   | Туреччина | 19 листопада 1997 | 30 червня 1998    | 24  | 7   | 8   | 9   | 29,17 |
| «Коньяспор»        | Туреччина | 7 вересня 1998    | 24 лютого 1999    | 17  | 9   | 2   | 6   | 52,94 |
| «Дарданел»         | Туреччина | 18 березня 1999   | 30 червня 1999    | 10  | 5   | 0   | 5   | 50,00 |
| «Бурсаспор»        | Туреччина | 16 вересня 1999   | 27 вересня 2000   | 41  | 15  | 8   | 18  | 36,59 |
| «Денізліспор»      | Туреччина | 27 вересня 2000   | 31 травня 2001    | 30  | 12  | 7   | 11  | 40,00 |
| «Діярбакирспор»    | Туреччина | 26 червня 2001    | 22 листопада 2001 | 13  | 3   | 3   | 7   | 23,08 |
| «Аданаспор»        | Туреччина | 20 лютого 2003    | 14 січня 2004     | 32  | 9   | 5   | 18  | 28,13 |
| «Різеспор»         | Туреччина | 5 лютого 2004     | 30 червня 2004    | 16  | 9   | 0   | 7   | 56,25 |
| «Анкарагюджю»      | Туреччина | 18 лютого 2005    | 30 червня 2005    | 15  | 5   | 3   | 7   | 33,33 |
| «Антальяспор»      | Туреччина | 30 червня 2005    | 30 червня 2007    | 70  | 28  | 22  | 20  | 40,00 |
| «Манісаспор»       | Туреччина | 18 січня 2008     | 11 березня 2008   | 8   | 1   | 2   | 5   | 12,50 |
| «Коджаеліспор»     | Туреччина | 3 жовтня 2008     | 22 січня 2009     | 11  | 2   | 2   | 7   | 18,18 |
| «Касимпаша»        | Туреччина | 7 вересня 2009    | 5 січня 2011      | 54  | 15  | 17  | 22  | 27,78 |
| «Коньяспор»        | Туреччина | 17 лютого 2011    | 30 червня 2011    | 13  | 1   | 6   | 6   | 07,69 |
| «Сакар'яспор»      | Туреччина | 17 лютого 2012    | 30 червня 2012    | 13  | 0   | 4   | 9   | 00.00 |
| «Елязигспор»       | Туреччина | 18 жовтня 2012    | 30 червня 2013    | 28  | 10  | 10  | 8   | 35,71 |
| «Мерсін Ідманюрду» | Туреччина | 7 березня 2014    | 16 травня 2014    | 12  | 5   | 4   | 3   | 41,67 |
| «Османлиспор»      | Туреччина | 25 грудня 2014    | 13 січня 2015     | 2   | 0   | 1   | 1   | 00.00 |
| «Карабюкспор»      | Туреччина | 24 лютого 2015    | 30 червня 2015    | 13  | 3   | 2   | 8   | 23,08 |
| «Генчлербірлігі»   | Туреччина | 24 грудня 2015    | 30 грудня 2015    | 1   | 0   | 0   | 1   | 00.00 |
| «Адана Демірспор»  | Туреччина | 26 квітня 2016    | 2 червня 2016     | 6   | 2   | 2   | 2   | 33,33 |
| «Гезтепе»          | Туреччина | 23 березня 2017   | 14 червня 2017    | 12  | 6   | 2   | 4   | 50,00 |
| «Гіресунспор»      | Туреччина | 8 лютого 2018     | 23 лютого 2018    | 3   | 0   | 0   | 3   | 00.00 |
| «Ескішехірспор»    | Туреччина | 4 квітня 2018     | 31 травня 2018    | 5   | 3   | 1   | 1   | 60,00 |
| Разом              | Разом     | Разом             | Разом             | 588 | 212 | 136 | 240 | 36,05 |